# Teatro Comunale di Firenze

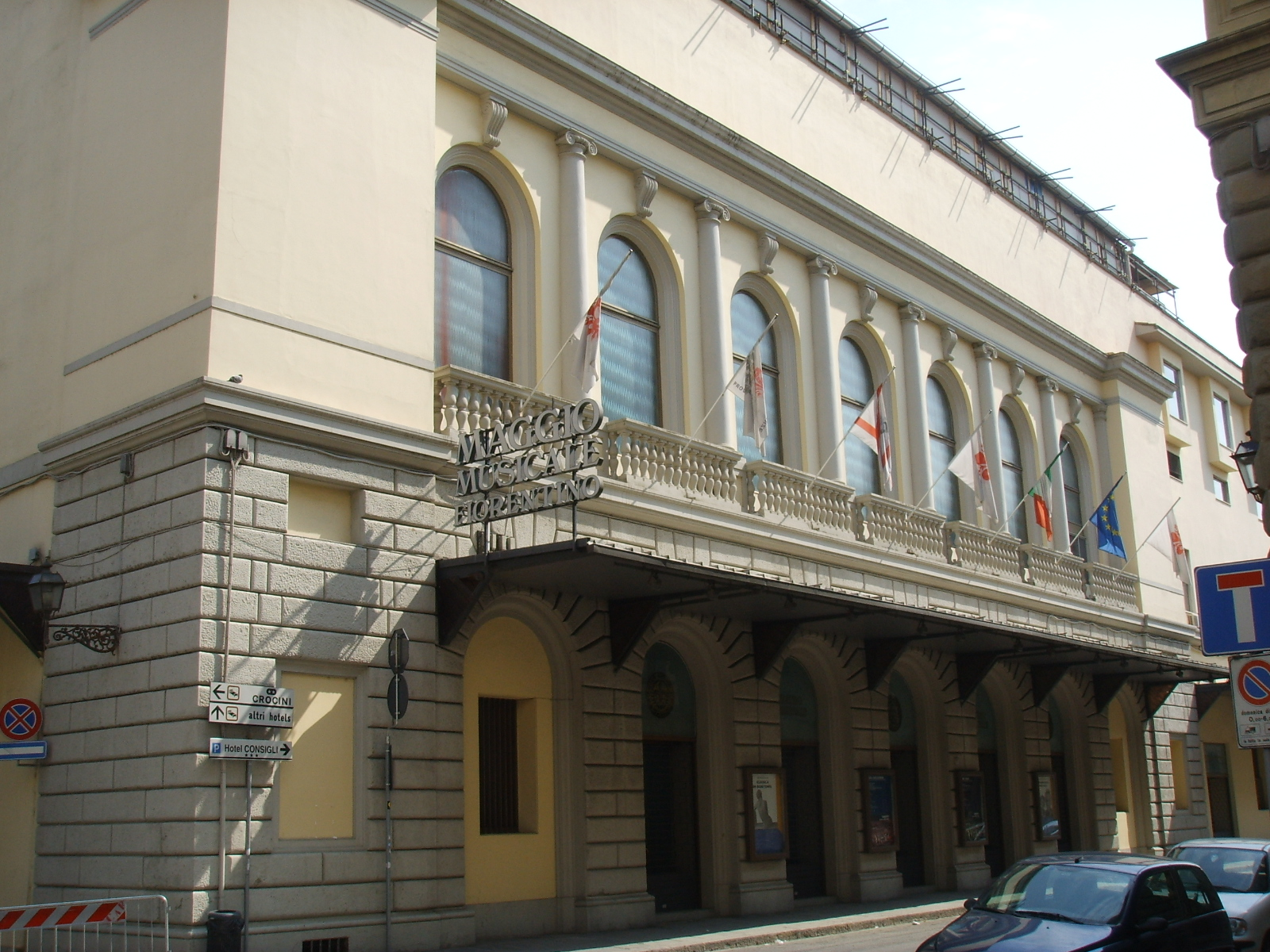
Fassade des Teatro Comunale di Firenze (2007)

Das Teatro Comunale di Firenze war ein Opernhaus in Florenz, Italien.
Das einstige Amphitheater Politeama Fiorentino Vittorio Emanuele mit 6.000 Plätzen wurde am 17. Mai 1862 mit einer Aufführung der Oper Lucia di Lammermoor von Gaetano Donizetti eröffnet und bildete das Zentrum des kulturellen Schaffens in Florenz.
Nach einem Brand wurde es im April 1864 wieder eröffnet.
Im Jahr 1882 wurde das Theater überdacht und nach der Übernahme durch die Kommune im Jahr 1930 in „Teatro Comunale“ umbenannt. 1958 wurde das Opernhaus für 3 Jahre geschlossen und nach einer Modernisierung im Mai 1961 mit einer Aufführung der Oper Don Carlos von Giuseppe Verdi erneut eröffnet. Das Teatro Comunale di Firenze verfügte über 2.000 Plätze. Wegen des u. a. dort jährlich stattfindenden Maggio Musicale Fiorentino wurde es auch „Teatro del Maggio Musicale Fiorentino“ genannt.
Mit dem Neubau der Opera di Firenze 2014 wurde das Teatro Comunale di Firenze geschlossen, 2021 wurde es abgerissen.